# پایگاه هوایی گیمو
پایگاه هوایی گیمو (به انگلیسی: Gimo Air Base) (به زبان بومی: Lunda Flygfält) یک فرودگاه همگانی است که یک باند فرود آسفالت دارد و طول باند آن ۲۰۰۰ متر است. این فرودگاه در کشور سوئد قرار دارد و در ارتفاع ۲۳ متری از سطح دریا واقع شده‌است.